# Hautasaari (ö i Kangaslampi)
Hautasaari är en ö i Finland. Ordet hautasaari åsyftar att ön har varit begravningsplats. Ön ligger i sjön Enonvesi och i kommunen Varkaus i kommunen Varkaus i den ekonomiska regionen  Varkaus och landskapet Norra Savolax, i den sydöstra delen av landet, 300 km nordost om huvudstaden Helsingfors. Öns area är 1,7 hektar och dess största längd är 210 meter i sydöst-nordvästlig riktning.